# Eragrostis xerophila
Eragrostis xerophila är en gräsart som beskrevs av Karel Domin. Eragrostis xerophila ingår i släktet kärleksgrässläktet, och familjen gräs. Inga underarter finns listade i Catalogue of Life.